# Elektrougli
Elektrougli (rusky Электроугли) je město v Moskevské oblasti v Rusku. Žije zde přibližně 18 tisíc obyvatel.

## Poloha a doprava
Elektrougli leží přibližně 20 kilometrů jihozápadně od Noginska a přibližně 36 kilometrů východně od Moskvy.
Přes Elektrougli vede železniční trať z Moskvy do Nižního Novgorodu, na které je zde malé nádraží.

## Dějiny
Osídlení bylo založeno v roce 1899, kdy se zde začaly vyrábět uhlíkové kartáče, podle kterých bylo také sídlo pojmenováno. Status města má od roku 1956.